# Parasetodes aquilonius
Parasetodes aquilonius là một loài Trichoptera trong họ Leptoceridae. Chúng phân bố ở miền Cổ bắc.